# Zaleszczyki (stacja kolejowa)
Zaleszczyki (ukr. Заліщики) – stacja kolejowa w Zaleszczykach, w rejonie zaleszczyckim, w obwodzie tarnopolskim, na Ukrainie na linii Biała Czortkowska – Stefaneszty. Zarządzana przez Kolej Lwowską.

## Historia
W II Rzeczypospolitej była stacją graniczną na granicy z Rumunią z obsługą ruchu transgranicznego. Stacją graniczną po stronie rumuńskiej był Schit. Ponieważ Zaleszczyki w tym okresie były popularnym kurortem letnim, kursował do nich bezpośredni „sleeping” z Warszawy. Połączenie Gdynia – Zaleszczyki było najdłuższą trasą kolejową w kraju. Z Zaleszczyk wywożono uprawiane tu egzotyczne, jak na polskie warunki, owoce – arbuzy, brzoskwinie, melony oraz winogrona. Po II wojnie światowej stacja straciła swój nadgraniczny charakter. Wtedy również upadła turystyka w mieście.